# Оперная реформа Вагнера
Оперная реформа Вагнера — радикальное переосмысление оперного жанра, инициированное в XIX веке немецким композитором и драматургом Рихардом Вагнером.

## Суть оперной реформы
Реформа Вагнера представляет собой углубление принципов, некогда положенных в основу оперной реформы Глюка.
Реформа оперы осуществлялась Вагнером последовательно от оперы к опере. Важнейшие вехи на этом пути — оперы «Летучий голландец», «Тангейзер» (существует несколько редакций оперы), «Лоэнгрин». Сам Вагнер признавал соответствующими новым оперным формам все свои оперы начиная с «Тангейзера».
Реформируя оперы, Вагнер стремился:
- к воплощению серьёзного, глобального содержания, переданного через философско-символическое осмысление традиционных сюжетов;
- к единству музыки и драмы;
- к непрерывности музыкально-драматического действия.

Результаты реформы:
- преобладание речитативного стиля;
- отказ от арий, ансамблей и других законченных по форме номеров;
- симфонизация оперы;
- лейтмотивная техника.

Центральная идея вагнеровской реформы — синтез искусств. В совместном действии должны слиться музыка, поэзия, театральная игра, сценография. Как и Глюк, Вагнер отводил ведущую роль поэзии, потому сочинение оперы начинал с тщательной и долгой подготовки либретто.
В операх Вагнера музыкальная ткань подана сплошным, непрерывным потоком, не прерываемым ни ариями, ни сухими речитативами, ни разговорными вставками. Этот музыкальный поток непрерывно обновляется, изменяется и не возвращается к уже пройденному материалу в неизменном виде. Арии Вагнер заменяет речитативами, дуэты — диалогами, в которых почти не используется традиционное одновременное пение двух персонажей.
Внешняя, событийная сторона в операх Вагнера сводится к минимуму; повествовательное начало преобладает над сценическим действенным.
Громадную роль (в том числе объединяющую) играет оркестр, значение которого очень возрастает. В оркестровой партии концентрируются важнейшие музыкальные образы (лейтмотивы), характеризующие образы, состояния, смыслы. Партия оркестра подчиняется принципу сквозного симфонического развития: основные темы разрабатываются, трансформируются, противопоставляются друг другу, меняют облик, полифонически объединяются друг с другом. Любая зрелая опера Вагнера содержит десятки лейтмотивов, которые наделены программным содержанием.

## Влияние оперной реформы
Влияние оперной реформы Вагнера в разной степени испытали на себе крупнейшие оперные композиторы XIX-XX веков, в том числе Энгельберт Хумпердинк, Николай Римский-Корсаков, Арриго Бойто, Рихард Штраус, Клод Дебюсси, Арнольд Шёнберг, Альбан Берг.
Дискуссионным остаётся вопрос о влиянии оперной реформы Вагнера на оперное творчество Модеста Мусоргского («Борис Годунов», «Хованщина», «Сорочинская ярмарка»), Петра Чайковского («Пиковая дама»), Джузеппе Верди («Отелло», «Фальстаф»). Принципиально дистанцируясь от Вагнера, они тем не менее пришли в своём оперном творчестве к некоторым схожим результатам (непрерывное музыкально-драматическое развитие, отказ от арий, лейтмотивная техника).
С другой стороны, некоторые поклонники Вагнера среди композиторов почти не испытали влияния его реформаторской деятельности (Александр Серов, Эдуард Направник).